# اندیس بیدستر۳
بیدستر۳ یک اندیس فلزی است که در حوالی شهر نوک آباد استان سیستان و بلوچستان قرار دارد و مادهٔ معدنی موجود در آن، طلا است.  